# RAL Deutsches Institut für Gütesicherung und Kennzeichnung
RAL Deutsches Institut für Gütesicherung und Kennzeichnung e. V. oder oft nur RAL (Abk. für Reichs-Ausschuss für Lieferbedingungen) ist die unabhängige Organisation, die RAL-Gütezeichen für Produkte und Dienstleistungen anerkennt. Die Grundlagen der Anerkennung sind für jedes Gütezeichen individuell festgelegte Anforderungen. Die Einhaltung der Gütebedingungen wird kontinuierlich von neutralen Prüfstellen, Instituten oder vereidigten Sachverständigen überprüft. RAL ist die Dachorganisation aller Gütegemeinschaften und die unabhängige Institution für Gütesicherungen, die das Gütezeichensystem und den Begriff Gütezeichen gegen Missbrauch schützen soll.
Die RAL gemeinnützige GmbH ist eine gemeinnützige und 100%ige Tochtergesellschaft von RAL. Sie vereint die Geschäftsbereiche RAL Umwelt, RAL Farben und RAL Logo Lizenz:
- RAL Umwelt ist seit über 30 Jahren Vergabestelle des Umweltzeichens Blauer Engel und seit 1992 die des Europäischen Umweltzeichens.
- RAL Farben definiert seit 1927 RAL-Farbtöne und benennt sie weltweit eindeutig durch Farbnamen und Farbnummern.
- Der Geschäftsbereich RAL Logo Lizenz steht allen Institutionen und Unternehmen zur Verfügung, die ihre Marke unabhängig vermarkten lassen sowie deren missbräuchliche Verwendung verhindern wollen.

2013 übertrug die Stiftung Warentest der RAL gGmbH das Recht zur Lizenzvermarktung inklusive Vergabe und Überwachung des Testlogos der Stiftung Warentest.

## Geschichte
Als gemeinsame Initiative gründeten die Privatwirtschaft und die damalige Regierung der Weimarer Republik am 23. April 1925 in Berlin den Reichs-Ausschuss für Lieferbedingungen. Die Gründung diente der Rationalisierung der deutschen Wirtschaft. Sie brauchte eine Institution, der man eigenverantwortlich ordnende Regelungen übertragen konnte, um sich damit gesetzliche Bestimmungen zu ersparen.
Mit „Lieferbedingungen“ waren nicht juristische oder allgemeine Geschäftsbedingungen gemeint, sondern technische und vor allem qualitätstechnische Anforderungen, die man aus Rationalisierungsgründen einheitlich für alle Gewerbetreibenden der jeweiligen Branche festlegte. So entstanden Güte- und Prüfbestimmungen für ganze Wirtschaftszweige, nachdem sie von den jeweils betroffenen Fach- und Verkehrskreisen gemeinschaftlich unter der Federführung des RAL erarbeitet worden waren. Zugleich wurden als „Ausweise stetig neutral überwachter Qualität“ die Gütezeichen geschaffen.
Unter dem Dach des Reichskuratoriums für Wirtschaftlichkeit (RKW) befand RAL sich zwar im Zuständigkeitsbereich des Reichswirtschaftsministeriums, blieb aber ein unabhängiges, eigenverantwortliches Organ der Wirtschaft. Alsbald erwarb er auch eigene Rechtspersönlichkeit in der Form eines eingetragenen Vereins. In dieser Eigenschaft wurde er Träger seines Verbandszeichens RAL, das er national wie international warenzeichenrechtlich schützen ließ.
Nach dem Zweiten Weltkrieg (1952) wurde der RAL dem Deutschen Normenausschuss (DNA) angegliedert. 20 Jahre später wurde RAL e. V. wieder eine eigene Rechtspersönlichkeit. Das Führungsgremium des RAL – früher Beirat, heute Kuratorium genannt – soll im Gleichgewicht der beteiligten Wirtschaftspartner seine strikte Neutralität nach allen Seiten widerspiegeln.
Seit 1980 lautet der Name RAL Deutsches Institut für Gütesicherung und Kennzeichnung e. V. Am 29. August 2008 gliederte das Institut seine Geschäftsbereiche RAL Farben und RAL Umwelt in die RAL gemeinnützige GmbH aus – eine 100-prozentige Tochter von RAL Deutsches Institut für Gütesicherung und Kennzeichnung e. V. Seit 2013 zählt auch der Geschäftsbereich RAL Logo Lizenz zur RAL gGmbH.

## Gremien
RAL-Präsidium: Das Präsidium besteht aus sieben Personen und wird von der Mitgliederversammlung auf Vorschlag des Kuratoriums für eine Amtsdauer von vier Jahren gewählt.
Kuratorium: Das Kuratorium besteht aus Vertretern von 15 Spitzenverbänden, vier Bundesministerien, drei Bundesämtern und vier ordentlichen Mitgliedern von RAL.

## Arbeitsweise

### Gütezeichen

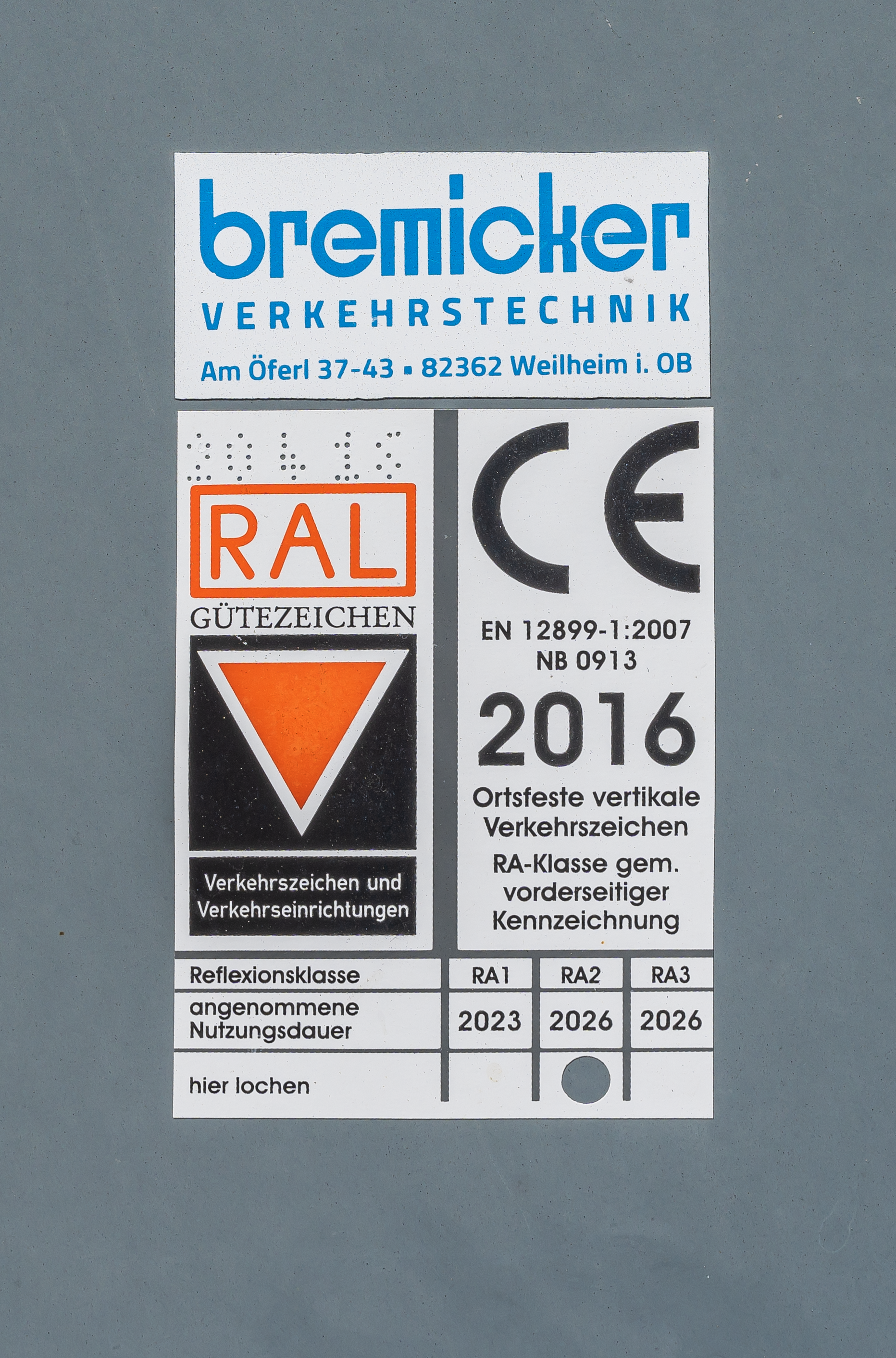
Ein Gütezeichen auf der Rückseite eines ortsfesten vertikalen Verkehrszeichens

Zweck der Gütezeichen ist, einen bestimmten Qualitätsstandard von Waren oder Leistungen zu kennzeichnen und dem Verbraucher neutrale, verlässliche Informationen für die Wahl seiner Produkte oder Dienstleistungen zu geben. Gütezeichen werden für Produktarten und Leistungskategorien geschaffen. Für jede Produktart oder Leistungskategorie gibt es nur ein Gütezeichen.
RAL-Gütezeichen werden von RAL Deutsches Institut für Gütesicherung und Kennzeichnung e. V. nach einem individuellen Anerkennungsverfahren anerkannt.
In der Regel kommen Gütezeichen auf Betreiben von Unternehmen zustande, die bei RAL einen Antrag auf eine Gütesicherung stellen. RAL legt in einem Anerkennungsverfahren die jeweiligen Anforderungen für die Verleihung der Gütezeichen fest. In dieses Verfahren werden u. a. betroffene Behörden, Verbände, Prüfinstitute und Hersteller einbezogen.
Die von RAL anerkannten Gütegemeinschaften vergeben das RAL-Gütezeichen an Unternehmen, die die Güte- und Prüfbestimmungen für ihr Produkt oder ihre Leistung erfüllen. Die Einhaltung der Bestimmungen wird nach einer Erstprüfung durch regelmäßige Eigen- und neutrale Fremdüberwachung gewährleistet. Die Güte- und Prüfbestimmungen sind für jeden öffentlich zugänglich.
Gütezeichen werden entsprechend der technischen Entwicklung revidiert. Der Geltungsbereich von Gütezeichen kann erweitert werden.

#### Die Gütegemeinschaften
Nach erfolgreichem Abschluss des Anerkennungsverfahrens erkennt RAL das Gütezeichen und die Gütegemeinschaft an. Sie wird Mitglied im RAL und verleiht das Gütezeichen an Hersteller und Anbieter, die freiwillig die Güte- und Prüfbestimmungen einhalten.
Die Gütegemeinschaften überwachen die Erfüllung der Bestimmungen und haben den Auftrag, das RAL-Gütezeichen vor Missbrauch zu schützen. Sie haben das Recht, Verstöße zu ahnden, was bis zum Entzug des Gütezeichens reichen kann.
Beispiele für RAL-Gütegemeinschaften sind:
- Deutsche Gütegemeinschaft Möbel e. V. (DGM)
- Gütegemeinschaft Fenster und Haustüren
- Gütegemeinschaft Mehrscheiben-Isolierglas
- Gütegemeinschaft der Motoreninstandsetzungsbetriebe
- Gütegemeinschaft Substrate für Pflanzen e. V.

#### Produkte und Dienstleistungen mit RAL-Gütezeichen
Ein Unternehmen, das für sein Produkt oder seine Dienstleistung ein RAL-Gütezeichen benutzen möchte, muss im Rahmen einer Erstprüfung unter Beweis stellen, dass es die in den Güte- und Prüfbestimmungen festgelegten Anforderungen erfüllt. Im Rahmen der Erstprüfung wird darüber hinaus festgestellt, ob die Voraussetzungen dafür gegeben sind, dass das Unternehmen die Güte- und Prüfbestimmungen dauerhaft einhält. Veranlasst wird die Erstprüfung z. B. vom Güteausschuss der Gütegemeinschaft, die dafür eine neutrale Prüfstelle oder einen Sachverständigen beauftragen kann.
Nach der Erstprüfung muss das Unternehmen nachweisen, dass es im Rahmen der Gütesicherung die Einhaltung der Güte- und Prüfbestimmungen überwacht. Zudem ist es verpflichtet, sich regelmäßig der Überwachung durch einen neutralen Prüfer zu unterziehen.

#### Neutrale Überwachung
RAL-Gütezeichen werden regelmäßig darauf hin überprüft, ob ihre Nutzer die für sie geltenden Qualitätsanforderungen einhalten. Unternehmen, die ein RAL-Gütezeichen für ihre Produkte oder ihre Dienstleistung benutzen, müssen ihrer Gütegemeinschaft nachweisen, dass sie die Einhaltung der Bestimmungen kontinuierlich selbst überwachen. Sie verpflichten sich außerdem dazu, regelmäßige Kontrollen eines neutralen Prüfers zuzulassen.

#### Die Gütesicherung
In der RAL-Gütesicherung ist das gesamte Verfahren von der Anerkennung der RAL-Gütezeichen über die Verleihung bis zu ihrer Überwachung verbindlich festgehalten. Dieses System unterscheidet RAL-Gütezeichen von anderen Kennzeichnungssystemen.

#### Anzahl der Gütezeichen
Aktuell sind zirka 160 RAL-Gütezeichen vergeben. Den über 130 Gütegemeinschaften gehören ungefähr 9.000 Unternehmen aus dem In- und Ausland an, die RAL-Gütezeichen im deutschen und internationalen Markt verwenden. Die meisten Gütezeichen sind in der Baubranche verliehen, dicht gefolgt vom Dienstleistungssektor. Weitere Gütezeichen gibt es in der Land- und Ernährungswirtschaft und in anderen Bereichen.

### Weitere Kennzeichnungen
Neben Gütezeichen vergibt RAL weitere Kennzeichnungen:
- RAL Registrierungen
- RAL Testate
- Geographische Herkunfts-Gewähr-Zeichen
- Messer-und-Gabel-Zeichen